# Lijst van trainers van Manchester City WFC
Deze lijst omvat de voetbalcoaches die de vrouwen van de Engelse club Manchester City hebben getraind van 2014 tot op heden.
| Seizoen | Trainer(s)                         | Prijzen                                  | Bijzonderheden |
| ------- | ---------------------------------- | ---------------------------------------- | -------------- |
| 2024/25 | Gareth Taylor                      |                                          | 0              |
| 2023/24 | Gareth Taylor                      |                                          | 0              |
| 2022/23 | Gareth Taylor                      |                                          | 0              |
| 2021/22 | Gareth Taylor                      | Women's League Cup                       | 0              |
| 2020/21 | Gareth Taylor                      |                                          | 0              |
| 2019/20 | Alan Mahon (interim)               | Women's FA Cup                           | 0              |
| 2019/20 | Nick Cushing (tot 2 februari 2020) |                                          | 0              |
| 2018/19 | Nick Cushing (tot 2 februari 2020) | Women's FA Cup, Women's League Cup       | 0              |
| 2017/18 | Nick Cushing (tot 2 februari 2020) |                                          | 0              |
| 2017    | Nick Cushing (tot 2 februari 2020) | Women's FA Cup                           | 0              |
| 2016    | Nick Cushing (tot 2 februari 2020) | Women's Super League, Women's League Cup | 0              |
| 2015    | Nick Cushing (tot 2 februari 2020) |                                          | 0              |
| 2014    | Nick Cushing (tot 2 februari 2020) | Women's League Cup                       | 0              |